# Przełęcz Wyszkowska
Przełęcz Wyszkowska (ukr. Вишківський перевал – Wyszkiws’kyj perewał) – przełęcz na terenie Ukrainy, w łańcuchu Zewnętrznych Karpat Wschodnich, w paśmie Gorganów.
Wysokość przełęczy wynosi 931 m n.p.m..
Podczas wojny, w dniu 18 października 1944 przekroczyły ją wojska radzieckie.
Przez Przełęcz Wyszkowską przebiega droga regionalna R21, łącząca Chust w obwodzie zakarpackim z Doliną w obwodzie iwanofrankiwskim.
W okresie międzywojennym w polskiej nomenklaturze mianem Przełęczy Wyszkowskiej określano przełęcz po drugiej stronie wsi Wyszków, leżącą w głównym grzbiecie Karpat noszącą obecnie nazwę Przełęczy Toruńskiej.